# Dostojewski (Fernsehserie)
Dostojewski ist ein mehrteiliger russischer Fernsehfilm. Das im Jahr 2010 für den staatlichen russischen Sender Rossija 1 produzierte Biopic erzählt die Lebensgeschichte des Schriftstellers Fjodor Michailowitsch Dostojewski (1821–1881).

## Handlung
Die Filmhandlung umfasst den Zeitraum von der Scheinhinrichtung der Petraschewzen (1849) bis zu den Jahren kurz vor Dostojewskis Tod, in denen er den Roman Die Brüder Karamasow schrieb. Jede Episode beginnt mit der Szene, in der Dostojewski für das berühmt gewordene, von Wassili Perow gemalte Porträt sitzt. In der 8-teiligen russischen Originalversion zeigen die Episoden – historisch nicht in allen Details getreu – unter anderem folgendes Geschehen:
1. Dostojewskis Scheinerschießung, seine Haft in Sibirien
2. Dostojewskis Soldatenzeit in Sibirien, seine Liebesbeziehung mit Marija Isajewa
3. Dostojewskis Rückkehr nach Petersburg, sein Versuch, sich als Schriftsteller erneut zu etablieren, seine problematische Ehe und seine Liebe zu der Schauspielerin Schubert
4. Dostojewskis problematische Ehe, seine Liebe zu Polina Suslowa, das Ende der gemeinsam mit seinem Bruder Michail geführten Zeitschrift, seine Reise nach Wiesbaden
5. Dostojewskis Zusammenkunft mit Suslowa in Paris, sein erneutes Glücksspiel in Baden-Baden, den Tod seines Bruders Michail und seiner Frau Marija
6. Dostojewskis Plan für den Roman Der Spieler, seine Zusammenarbeit mit Anna Snitkina
7. Dostojewskis Heirat mit Snitkina, sein erneutes Glücksspiel in Baden-Baden, sein Zerwürfnis mit Turgenew, Geburt des ersten Kindes
8. Dostojewskis Familienleben und seinen weiteren künstlerischen Aufstieg

Der Film zeigt Dostojewski als komplexe Persönlichkeit mit komplexen Gedanken, die besonders in den Gesprächen zum Vorschein kommen, die er im Film mit anderen Intellektuellen führt. Gleichzeitig hat der Film einen starken Akzent auf Dostojewskis Kampf mit der Armut und mehr noch auf seinen Liebesbeziehungen. Seine schriftstellerische Arbeit tritt weit in den Hintergrund. Aufgewogen werden diese Mängel durch die Qualität der Inszenierung.

## Produktion und Aufführungsgeschichte
Der Hauptdarsteller, Jewgeni Mironow, war 2003 bereits als Fürst Myschkin in der russischen Fernsehserie Der Idiot zu sehen gewesen.
In Russland wurde der Film vom 22. bis 26. Mai 2011 erstmals ausgestrahlt. In Deutschland hat Arte am 5. Dezember 2013 mit der Ausstrahlung einer deutsch synchronisierten Fassung begonnen. In der russischen Originalversion umfasst der Film acht Episoden, in der deutschen Fassung sieben Episoden.